# ساخت ایران (فیلم)
ساخت ایران فیلمی ایرانی به کارگردانی امیر نادری و محصول سال ۱۳۵۷ است. این فیلم محصول «خانه فیلم ایران» به تهیه‌کنندگی علی مرتضوی مدیر این شرکت فیلمسازی است.

## خلاصه داستان
علی (سعید راد) بوکسور جوانی است که در رؤیای قهرمانی حرفه‌ای راهی آمریکا شده است و خیلی زود اسیر دام اهریمنی گروهی دلال و تبهکار شده و قراردادی منعقد می‌کند که تابع دستورها آنها باشد…

## عوامل فیلم
- کارگردان: امیر نادری
- بازیگران: سعید راد، کندی برگن، باب بالواچت، امیل بلاسکو، جان بروان، تج باتلر

## تولید
- اواسط شهریور ۱۳۵۵: پایان فیلم‌برداری در نیویورک[۳]